# Décès en avril 2009
Décès
- 2005
- 2006
- 2007
- 2008
- 2009
- 2010
- 2011
- 2012
- 2013

Pour une information complémentaire, voir la page d'aide.

## Avril 2009
| Date         | Nom                         | Activités | Âge   | Source |
| ------------ | --------------------------- | --- | ----- | ------ |
| 1er avril    | Arne Andersson              | Athlète suédois. | 91    |        |
| 1er avril    | Umberto Betti               | Cardinal italien. | 87    |        |
| 1er avril    | Duane Jarvis                | Chanteur et guitariste américain. | 51    |        |
| 2 avril      | Jacqueline Baudrier         | Journaliste française. PDG de Radio France de 1975 à 1981.                                                                                          | 87    |        |
| 2 avril      | Albert Sanschagrin          | Évêque canadien. | 97    |        |
| 2 avril      | Bud Shank                   | Saxophoniste de jazz américain. | 82    |        |
| 2 avril      | Rudy Ventura                | Trompettiste espagnol. | 82    |        |
| 3 avril      | Thomas Braden               | Journaliste américain et ancien membre de la CIA.                                                                                                   | 92    |        |
| 4 avril      | Marcel Hamel                | Peintre et collagiste français. | 76    |        |
| 4 avril      | Netherwood Hughes           | Vétéran britannique de la Première Guerre mondiale.                                                                                                 | 108   |        |
| 5 avril      | Irving John Good            | Statisticien britannique. | 92    |        |
| 6 avril      | Luigi Casola                | Coureur cycliste italien. | 87    |        |
| 6 avril      | Jacques Hustin              | Chanteur belge. | 68    |        |
| 6 avril      | Ray Letellier               | Peintre français. | 87    |        |
| 6 avril      | Daniel Marteau              | Peintre, sculpteur et dessinateur français. | 63    |        |
| 6 avril      | Mari Trini                  | Chanteuse espagnole. | 61    |        |
| 6 avril      | Damouré Zika                | Acteur nigérien. | 85    |        |
| 7 avril      | Dave Arneson                | Créateur de jeux américain. Coauteur de Donjons et Dragons.                                                                                         | 61    |        |
| 7 avril      | Jobie Dajka                 | Coureur cycliste australien. Champion du monde de keirin en 2002.                                                                                   | 27    |        |
| 8 avril      | Ludo Dierickx               | Homme politique belge. | 79    |        |
| 8 avril      | Jean Overton Fuller         | Écrivain britannique. | 94    |        |
| 8 avril      | Henri Meschonnic            | Écrivain et linguiste français. | 76    |        |
| 9 avril      | Nick Adenhart               | Joueur de baseball américain. Membre des Angels de Los Angeles d'Anaheim en MLB.                                                                    | 22    |        |
| 9 avril      | Edgar Buchwalder            | Coureur cycliste suisse. | 92    |        |
| 9 avril      | Colin Jordan                | Homme politique britannique. | 85    |        |
| 10 avril     | Andrée Pollier              | Peintre française. | 92    |        |
| 11 avril     | Werner Otto Leuenberger     | Peintre, illustrateur, graphiste et sculpteur suisse.                                                                                               | 76    |        |
| 11 avril     | René Monory                 | Homme politique français. Président du Sénat de 1992 à 1998.                                                                                        | 85    |        |
| 11 avril     | Corin Tellado               | Écrivain espagnole. | 81    |        |
| 12 avril     | Sitara Achakzaï             | Femme politique et féministe afghane. | 52    |        |
| 12 avril     | Marilyn Chambers            | Actrice pornographique américaine. | 56    |        |
| 12 avril     | Hans Kleppen                | Sauteur à ski norvégien. | 102   |        |
| 12 avril     | Franklin Rosemont           | Poète américain. | 65    |        |
| 12 avril     | Eve Kosofsky Sedgwick       | Universitaire et féministe américaine. | 58    |        |
| 13 avril     | Mark Fidrych                | Joueur de baseball américain. | 54    |        |
| 13 avril     | Abel Paz                    | Écrivain et militant anarchiste espagnol. | 87    |        |
| 14 avril     | Jacques Bouillault          | Naturaliste français. | 85    |        |
| 14 avril     | Maurice Druon               | Écrivain et homme politique français. Membre de l'Académie française depuis 1966.                                                                   | 90    |        |
| 14 avril     | André Moulon                | Footballeur français. Joueur de l'Olympique de Marseille de 1962 à 1964.                                                                            | 73    |        |
| 15 avril     | Clement Freud               | Animateur de radio, écrivain, homme politique et chef cuisinier britannique.                                                                        | 84    | (en)   |
| 16 avril     | Alfonso Huapaya             | footballeur puis entraineur et sélectionneur péruvien.                                                                                              | 97    | (es)   |
| 16 avril     | Michel Mondésert            | Évêque français. Évêque auxiliaire de Grenoble de 1971 à 1992.                                                                                      | 92    |        |
| 18 avril     | Yvon Bourges                | Homme politique français. Ministre de la Défense de 1975 à 1980.                                                                                    | 87    |        |
| 18 avril     | Stephanie Parker            | Actrice américaine. Elle jouait dans la série Belonging.                                                                                            | 22    |        |
| 18 avril     | Kiril Vajarov               | Joueur de hockey sur glace bulgare. | 21    |        |
| 19 avril     | J. G. Ballard               | Écrivain britannique de science-fiction et d'anticipation sociale.                                                                                  | 78    |        |
| 19 avril     | Philippe Nicaud             | Acteur et chanteur français. | 82    |        |
| 19 avril     | Mamoun Tahiri               | Homme politique marocain. | 79/80 |        |
| 21 avril     | Jacqueline Pery d'Alincourt | Résistante française aux côtés de Jean Moulin durant la Seconde Guerre mondiale. Elle fut déportée à Ravensbruck.                                   | 89    |        |
| 22 avril     | Ken Annakin                 | Réalisateur britannique. | 94    |        |
| 22 avril     | Jack Cardiff                | Directeur de la photographie et réalisateur britannique.                                                                                            | 94    |        |
| 22 avril     | Marilyn Cooper              | Actrice de théâtre américaine. | 74    |        |
| 22 avril     | Jean Leuvrais               | Comédien français. | 83    |        |
| 23 avril     | Régis Hauser                | Professionnel de la communication et écrivain français. Créateur de La Chouette d'Or et du jeu Sur la piste des cistes sous le nom de Max Valentin. | 62    |        |
| 23 avril     | Felipe Solís                | Archéologue mexicain. Directeur du Musée national d’anthropologie de Mexico.                                                                        | 64    |        |
| 24 avril     | Bernard Haller              | Humoriste et acteur suisse. | 75    |        |
| 24 avril     | Maxime Lehmann              | Footballeur international français. | 102   |        |
| 25 avril     | Beatrice Arthur             | Actrice américaine. | 86    |        |
| 25 avril     | Piotr Slonimski             | Médecin, biologiste, et généticien français d'origine polonaise.                                                                                    | 86    |        |
| 26 avril     | Macha Béranger              | Animatrice de radio française. | 67    |        |
| 26 avril     | Claude Desailly             | Scénariste et dialoguiste français. | 87    |        |
| 26 avril     | Danny Kladis                | Pilote automobile américain. | 92    |        |
| 27 avril     | Miroslav Filip              | Joueur d'échecs tchèque. | 80    |        |
| 27 avril     | Karl Mullen                 | Joueur irlandais de rugby à XV. Capitaine de l'équipe d'Irlande de 1948 à 1951.                                                                     | 82    |        |
| 27 avril     | Greg Page                   | Boxeur américain. Champion du monde WBA des poids lourds de 1984 à 1985.                                                                            | 50    |        |
| 27 avril     | Serge Ravanel               | Résistant français. | 88    |        |
| 28 avril     | Ekaterina Maximova          | Danseuse russe. | 70    |        |
| 30 avril     | Venetia Burney              | Personnalité britannique. À l'origine du nom de la planète naine Pluton.                                                                            | 90    |        |
| 30 avril     | Henk Nijdam                 | Coureur cycliste néerlandais. Champion du monde de poursuite en 1962.                                                                               | 73    |        |
| Jour inconnu | Petraq Pilika               | Mathématicien albanais. | 84    |        |